# Teovo
Teovo (mazedonisch Теово) ist ein Dorf im zentralen Teil Nordmazedoniens, das zur Gemeinde Čaška gehört. Die nächstgelegene Stadt ist Veles.

## Geographie
Teovo liegt etwa 50 Kilometer südwestlich von Veles. Das Dorf befindet sich im zentralen Teil der historischen Landschaft Azot, welche auch Babunija genannt wird, angelehnt an den Babuna-Fluss. Die Nachbardörfer von Teovo sind Sogle, Plevenje und Omorani. Nördlich des Dorfes erhebt sich das Bergmassiv Jakupica mit der Spitze Solunska Glava.

## Geschichte

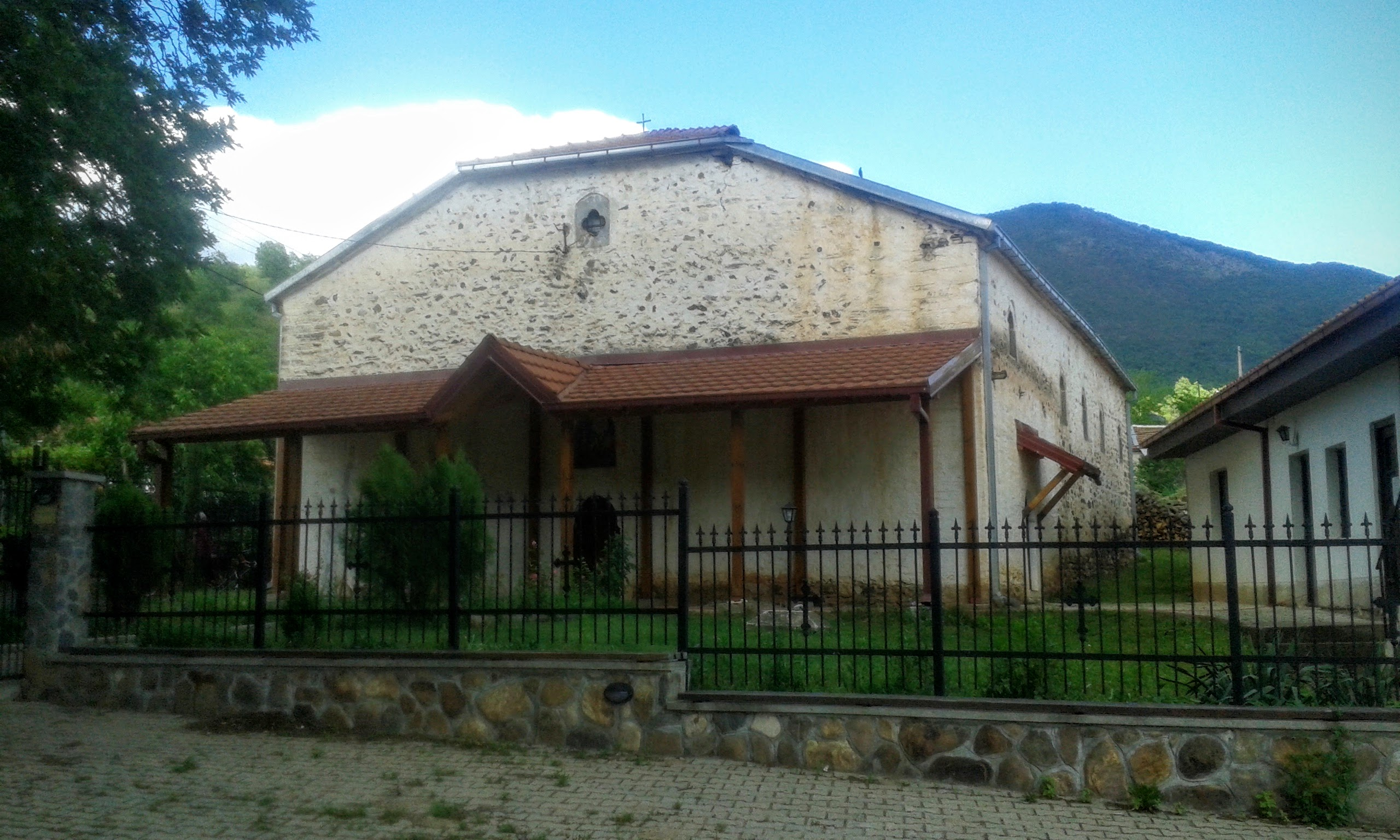
Blick auf die Dorfkirche, die dem heiligen Athanasius gewidmet ist, errichtet 1895

Der Name des Dorfes wurde 1335 erstmals als Tehovo (mazedonisch Техово) erwähnt. Der Name stammt vom Personennamen Teho (vom griechischen Namen Theocharis ‚Gnade Gottes‘) ab. Eine andere Theorie besagt, dass der Name vom Wort Teh abstammt, welches Bergwerk bzw. Grube bedeutet.
Die Region Azot wurde nach 1900 Schauplatz blutiger Kämpfe und Scharmützel zwischen den bulgarischen Komitadschi der Inneren Makedonisch-Adrianopeler Revolutionären Organisation (WMORO) und den serbischen Tschetniks, welche sich teilweise erfolgreich in der Region eingenistet haben.
Laut der Statistik des Ethnographen Wassil Kantschow zählte Teovo Ende des 19. Jahrhunderts 850 Einwohner, welche allesamt als christliche Bulgaren klassifiziert wurden.
Laut einem Geheimbericht des bulgarischen Konsulats in Skopje im Jahre 1895 erkannten 50 der 110 Häuser des Dorfes das Ökumenische Patriarchat von Konstantinopel an. Laut dem Metropolit Polikarp von Debar und Veles existierten 1904 in Teovo 56 serbische Familien.
Nach den Statistiken des Sekretärs des bulgarischen Exarchats Dimitar Mischew (La Macédoine et sa Population Chrétienne) im Jahr 1905 lebten in Teovo 480 bulgarische Exarchisten und 400 bulgarische, serbophile Patriarchisten. Im Dorf existierten jeweils eine bulgarische und eine serbische Grundschule.
In Teovo wurde 1895 der bulgarische Revolutionär und Anhänger der Inneren Mazedonischen Revolutionären Organisation (kurz IMRO) Petar Azew geboren. Am 10. März 1924 wurde er von serbischen Gendarmen in Skopje hingerichtet.
1927 führte der deutsche Forscher Leonhard Schultze Teovo auf seiner Karte Mazedoniens auf und ordnete es als ein kürzlich serbisiertes, bulgarisches Dorf ein.
Laut der letzten Volkszählung von 2002 setzt sich die Bevölkerung aus folgenden Ethnien zusammen:
- Mazedonier: 186
- Serben: 2
- Andere: 1